# Massimo Olivetti
Massimo Olivetti (Ivrea, 26 febbraio 1902 – Ivrea, 20 febbraio 1949) è stato un imprenditore italiano.

## Biografia
Figlio terzogenito di Camillo Olivetti e Luisa Olivetti, trascorse la gioventù in viaggio per l'Europa. Si laureò in fisica a Torino. Nel 1937 brevettò un nuovo modello di telescrivente e nel 1939 un "sistema di registrazione del suono per film sonori".
Nel 1944 fuggì in Svizzera per evitare le leggi razziali fasciste. Subito dopo la fine della guerra, dal 1945 al 1946, divenne presidente dell'Olivetti; sostituito da Adriano Olivetti, rimase nel consiglio d'amministrazione fino alla morte nel febbraio del 1949.
Singolare figura di imprenditore e di studioso, ha lasciato, insieme a numerosi brevetti e progetti tecnici, scritti sul federalismo e un saggio pubblicato nel 1949, di riforma dello Stato: Per viver meglio - Proposta per un sistema economico-sociale.

## Archivio
La documentazione prodotta da Massimo Olivetti nel corso della propria vita e durante il periodo di attività nell'azienda di famiglia (estremi cronologici: 1909 - 1951) è conservata presso l'Associazione Archivio storico Olivetti.